# 라스 톤타스 노 반 알 시엘로
《라스 톤타스 노 반 알 시엘로》(스페인어: Las tontas no van al cielo)는 2008년 방영된 멕시코의 텔레노벨라이다.